# Rhamondre Stevenson
Rhamondre Stevenson (geboren am 23. Februar 1998 in Las Vegas, Nevada) ist ein US-amerikanischer American-Football-Spieler auf der Position des Runningbacks. Er spielte College Football für die University of Oklahoma und wurde im NFL Draft 2021 in der vierten Runde von den New England Patriots ausgewählt.

## College
Stevenson begann im Alter von 6 Jahren mit Football. Er besuchte die Centennial High School in seiner Heimatstadt Las Vegas, Nevada, und spielte für das dortige Highschoolfootballteam als Runningback. Stevenson wurde für seine Saison 2014 als Junior von der Las Vegas Sun als High School Player of the Year ausgezeichnet. Aufgrund eines gebrochenen Fußes verpasste er den Großteil seiner letzten Saison an der Highschool. Obwohl mehrere College-Football-Programme Interesse an Stevenson zeigten, erfüllte sein High-School-GPA nicht die Voraussetzungen für die Zulassung zum College.
Nach seinem Highschoolabschluss spielte Stevenson zunächst ein Jahr lang nicht Football und arbeitete in verschiedenen Gelegenheitsjobs, bevor er 2017 zusammen mit zwei Freunden von der Highschool auf das Cerritos College, ein Community College im Norden Kaliforniens, ging und dank finanzieller Unterstützung seiner Eltern wieder Football spielen konnte, statt zu arbeiten. Nachdem er in der ersten Saison am Community College kaum als Runningback zum Einsatz gekommen war und vorwiegend in den Special Teams gespielt hatte, zog er 2018 mit 2111 Yards Raumgewinn, 9,4 Yards pro Lauf und 16 Touchdowns das Interesse von mehreren College-Football-Teams auf sich. Er nahm ein Stipendienangebot der University of Oklahoma an und spielte ab 2019 College Football für die Oklahoma Sooners. Auch bei den Sooners spielte er in seiner ersten Saison viel als Special Teamer, zudem kam er bei 58 Läufen auf 474 Yards und fünf Touchdowns. Wegen eines positiven Tests auf Marihuana wurde Stevenson für sechs Spiele gesperrt und verpasste daher die erste Hälfte der Saison 2020. In den verbleibenden sechs erzielte er bei 101 Läufen 665 Yards Raumgewinn und sieben Touchdowns. Im Cotton Bowl Classic erlief Stevenson 186 Yards bei 18 Versuchen und wurde als Offensive MVP ausgezeichnet. Nach Saisonende meldete er sich für den kommenden NFL Draft an.

## NFL
Stevenson wurde im NFL Draft 2021 in der vierten Runde an 120. Stelle von den New England Patriots ausgewählt. Bei den Patriots sahen bereits zuvor mehrere Runningbacks als Rookie kaum Einsatzzeit, so auch Stevenson. Nach einem Fumble beim Saisonauftakt gegen die Miami Dolphins wurde er in den nächsten drei Wochen gar nicht eingesetzt und erhielt erst zur Saisonmitte wieder eine Rolle als Rotationsspiele. Am zehnten Spieltag wurde Stevenson gegen die Cleveland Browns erstmals in seiner NFL-Karriere als Starter eingesetzt, da der etatmäßige Runningback Damien Harris mit einer Gehirnerschütterung ausfiel. Dabei erlief Stevenson 100 Yards und zwei Touchdowns. Insgesamt verzeichnete er als Rookie 606 Yards und fünf Touchdowns im Laufspiel sowie 14 gefangene Pässe für 123 Yards.
In der Saison 2022 gelang ihm am fünften Spieltag seine bis dahin beste Performance in der NFL, als er gegen die Detroit Lions 161 Yards bei 25 Versuchen erlief, nachdem Harris das Spiel vorzeitig verletzungsbedingt hatte verlassen müssen. Anschließend absolvierte er sieben der verbleibenden zwölf Spiele als Starter und löste Harris als Nummer-eins-Runningback der Patriots ab. Bei der Niederlage gegen die Las Vegas Raiders in Woche 15 erlief er 172 Yards. Insgesamt verzeichnete Stevenson in seiner zweiten NFL-Saison 1040 erlaufene Yards sowie 69 gefangene Pässe für 421 Yards. Damit war er der erste Runningback der Patriots seit LeGarrette Blount im Jahre 2016, der die 1000-Yards-Marke übertreffen konnte.
2023 begann Stevenson die ersten zwölf Spiele als Starter, verzeichnete 619 Yards Raumgewinn bei 156 Versuchen und erzielte dabei vier Touchdowns. In Woche neun gegen die Washington Commanders gelang ihm nach einem Hand-off von Quarterback Mac Jones der bis dahin längste Lauf seiner NFL-Karriere, den er mit einem Touchdown zur zwischenzeitlichen 17:10-Führung krönte. Das Spiel ging dennoch mit 17:20 verloren. Gegen die Los Angeles Chargers in Woche 12 zog er sich nach einem mittlerweile verbotenen Hip-Drop-Tackle eine Knöchelverletzung zu und musste zunächst die drei folgenden Spiele aussetzen, ehe er im Dezember endgültig auf die Injured Reserve List gesetzt wurde.
In der Saison 2024 bestritt Stevenson 15 Spiele, davon 14 als Starter, und verbuchte 801 Yards bei 207 Läufen und den Karrierebestwert von sieben Rushing Touchdowns. Als erster Spieler in der Franchise-Geschichte der New England Patriots übertraf er in jeder seiner ersten vier Spielzeiten die Marke von 700 Scrimmage-Yards.

### NFL-Statistiken
| Saison                             | Team  | Spiele | Spiele | Rushing | Rushing | Rushing | Rushing | Rushing | Receiving | Receiving | Receiving | Receiving | Receiving | Fumbles | Fumbles |
| Saison                             | Team  | GP     | GS     | Att     | Yds     | Avg     | Lng     | TD      | Rec       | Yds       | Avg       | Lng       | TD        | Fum     | Lost    |
| ---------------------------------- | ----- | ------ | ------ | ------- | ------- | ------- | ------- | ------- | --------- | --------- | --------- | --------- | --------- | ------- | ------- |
| 2021                               | NE    | 12     | 2      | 133     | 606     | 4,6     | 21      | 5       | 14        | 123       | 8,8       | 41        | 0         | 2       | 1       |
| 2022                               | NE    | 17     | 7      | 210     | 1040    | 5,0     | 49      | 5       | 69        | 421       | 6,1       | 40        | 1         | 4       | 1       |
| 2023                               | NE    | 12     | 12     | 156     | 619     | 4,0     | 64      | 4       | 38        | 238       | 6,3       | 34        | 0         | 1       | 1       |
| 2024                               | NE    | 15     | 14     | 207     | 801     | 3,9     | 33      | 7       | 33        | 168       | 5,1       | 16        | 1         | 7       | 3       |
| Total                              | Total | 56     | 35     | 706     | 3066    | 4,3     | 64      | 21      | 154       | 950       | 6,2       | 41        | 2         | 14      | 6       |
| Quelle: pro-football-reference.com |       |        |        |         |         |         |         |         |           |           |           |           |           |         |         |